# Johann Gottfried Tulla

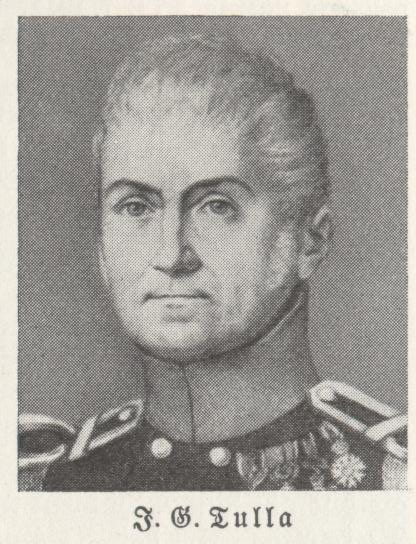
Johann Gottfried Tulla

Johann Gottfried Tulla (1770–1828) – niemiecki inżynier, specjalizujący się w inżynierii budowlanej. Był autorem prac z dziedziny hydromechaniki stosowanej i hydrotechniki. W 1807 roku założył jedną z pierwszych wyższych szkół technicznych - Szkołę Inżynierską w Karlsruhe, przekształconą w 1825 roku w Szkołę Politechniczną.
Tulla zajmował się planowaniem regulacji Renu, jednej z najdłuższych rzek w Europie.